# Edgar Tatarin-Tarnheyden
Edgar Tatarin-Tarnheyden (* 23. Januar 1882 in Riga; † 30. Dezember 1966 in Vaihingen an der Enz) war ein deutscher Rechtswissenschaftler.

## Leben
Bis 1915 arbeitete er als Rechtsanwalt in Riga. Ab 1899 studierte er an der Kaiserlichen Universität Dorpat. 1922 habilitierte er sich in Marburg. Wahrscheinlich noch im gleichen Jahr wurde er Professor an der Universität Rostock. Seit 1911 war er mit der baltendeutschen Schriftstellerin Jane von Klot verheiratet.
Unter Entfernung von seinem neukantianischen philosophischen Ausgangspunkt war Tatarin-Tarnheyden bereits zu Weimarer Zeiten zunehmend anti-republikanisch und anti-positivistisch eingestellt. Im Jahr 1925 bekannte er sich in dem Aufsatz Bolschewismus und Fascismus in ihrer staatsrechtlichen Bedeutung offen zum italienischen Faschismus und zu der Person Benito Mussolinis. Während er dem Bolschewismus unter Vladimir Lenin „die Lösung von allen menschlichen Hemmungen durch die Vernichtung aller Autoritätswerte“, die Entfesselung „aller tierischen Instinkte im Menschen“, die Ersetzung des Rechts durch „nackte Willkür“ und „Terror“ vorwarf, fiel das Fazit zum Faschismus weit positiver aus. So sei Mussolini ein „Manne von faszinierender Schwungkraft“, dem „eine erfrischende Regeneration der italienischen Verwaltung“ und die Einführung eines „neuen organischen Gedankens in das moderne Staatsrecht“ gelungen sei; man dürfe „von der großzügigen Persönlichkeit Mussolinis noch manches erwarten.“ Bedenken äußerte er jedoch demgegenüber, dass Mussolini bisher nur durch „künstliche, auf bloßen Schein abgestellte Mittel“ – wie etwa das Acerbo-Gesetz – oder die Anwendung stumpfer Gewalt die Diktatur sichern konnte, was „nicht zu einer dauernden Fundierung der politischen Verhältnisse führen“ könne. Denn auch in Bezug auf Deutschland vernehme er „die Sehnsucht nach der Persönlichkeit, nach der Heranzüchtung sachkundiger Führer aus den organischen Bildungen des Volkes selber“, doch sei eine solche souveräne Führerschaft „nicht durch Gewalt sicherzustellen, sondern allein durch das Vertrauen des Volks, durch Verankerung ihres Wollens im Volk.“ An diese Ausführungen sollte Tatarin-Tarnheyden nach der Machtübernahme der Nationalsozialisten anknüpfen.
Ab 1933 war er neben Carl Schmitt einer der führenden Akteure der nationalsozialistischen Diskussion über die Selbstbezeichnung des NS-Regimes als Rechtsstaat. Er schloss sich der SA an. 1941 wurde er, nachdem er sich jahrelang darum bemüht hatte, Mitglied in der NSDAP.
1945 geriet Tatarin-Tarnheyden in sowjetische Gefangenschaft und wurde zu zehn Jahren Zwangsarbeit verurteilt, die er unter anderem in dem Gefängnis Untermaßfeld verbrachte; 1954 gelangte er in die Bundesrepublik. Damit dürfte Tatarin-Tarnheyden – abgesehen von den kurzzeitigen Inhaftierungen Carl Schmitts und Otto Koellreutters – der einzige den Nationalsozialismus unterstützende deutsche Staatsrechtslehrer gewesen sein, der eine außer-akademische Sanktion für sein nationalsozialistisches Engagement erfahren hat.
Seine Schriften Werdendes Staatsrecht (Heymann, Berlin 1934) und Der Einfluß des Judentums in Staatsrecht und Staatslehre (Deutscher Rechts-Verlag, Berlin 1938) wurden in der Sowjetischen Besatzungszone auf die Liste der auszusondernden Literatur gesetzt.